# 托尔讷河
托尔讷河（芬蘭語：Tornionjoki），又称托尔尼奥河，是位于瑞典北部和芬兰的河流。大约河流的经过一半地方是两个国家的边界。它发源于靠近挪威边界的托尔讷湖，向东南方缓慢流动，全长522公里，流入波的尼亚湾。以其长度和流域的面積計算，它都是瑞典北博滕省最大的河流。
根据1809年签订的《弗雷德里克港和约》，瑞典的部分土地划归俄罗斯帝国，这些失去的土地以前属于芬兰。托尔讷河和穆奥尼奥河、孔凯麦河一起成为瑞典和俄罗斯新的芬蘭大公國的分界线。
托尔讷河两岸的城市往往同时拥有瑞典语名称和芬兰语名称，如瑞典的哈帕兰达（瑞典語：Haparanda）和芬兰的托尔尼奥（芬蘭語：Tornio）。

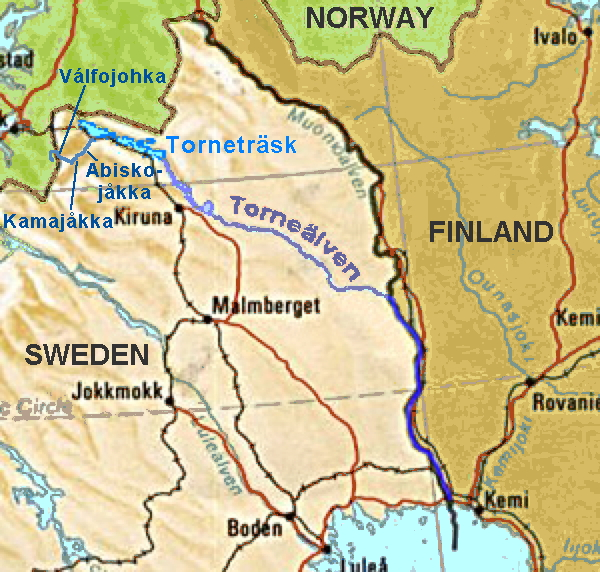
托尔讷河位置（图中Torneälven字样）